# Francisco Peralta Torrejón
Francisco Peralta Torrejón (* 1965 v La Serena) je fotograf chilsko-rakouského původu, který žije ve Vídni.

## Život a dílo
Peralta Torrejón začal svou kariéru jako fotograf v módním průmyslu ve Vídni na konci 90. let. Pracoval mimo jiné pro časopisy Woman a Wienerin. Jeho současná tvorba se zaměřuje na fotografování architektury, snímky přírody, operní představení, pamětní kameny a někdy i portréty. Pravidelně spolupracuje s fotografem Christianem Michelidesem. S ním fotografuje operní představení a Stolpersteine (česky též kameny zmizelých).
Zdokumentoval vystoupení mimo jiné ve Vídni, Miláně, Římě, Madridu, Paříži, Londýně, Edinburghu, Salcburku, Berlíně, Mnichově a Tokiu. Jeho fotografie získaly několik ocenění.
Několikrát fotografoval v České republice, například v operních domech v Praze a Brně, v koncentračním táboře Terezín a kameny zmizelých v několika městech. Příznačné jsou jeho fotografie pamětního místa "Operace Anthropoid" v městské čtvrti Libeň.
Navíc pracuje v Lighthouse Wien a vzdělává se v oboru psychoterapie.

## Galerie

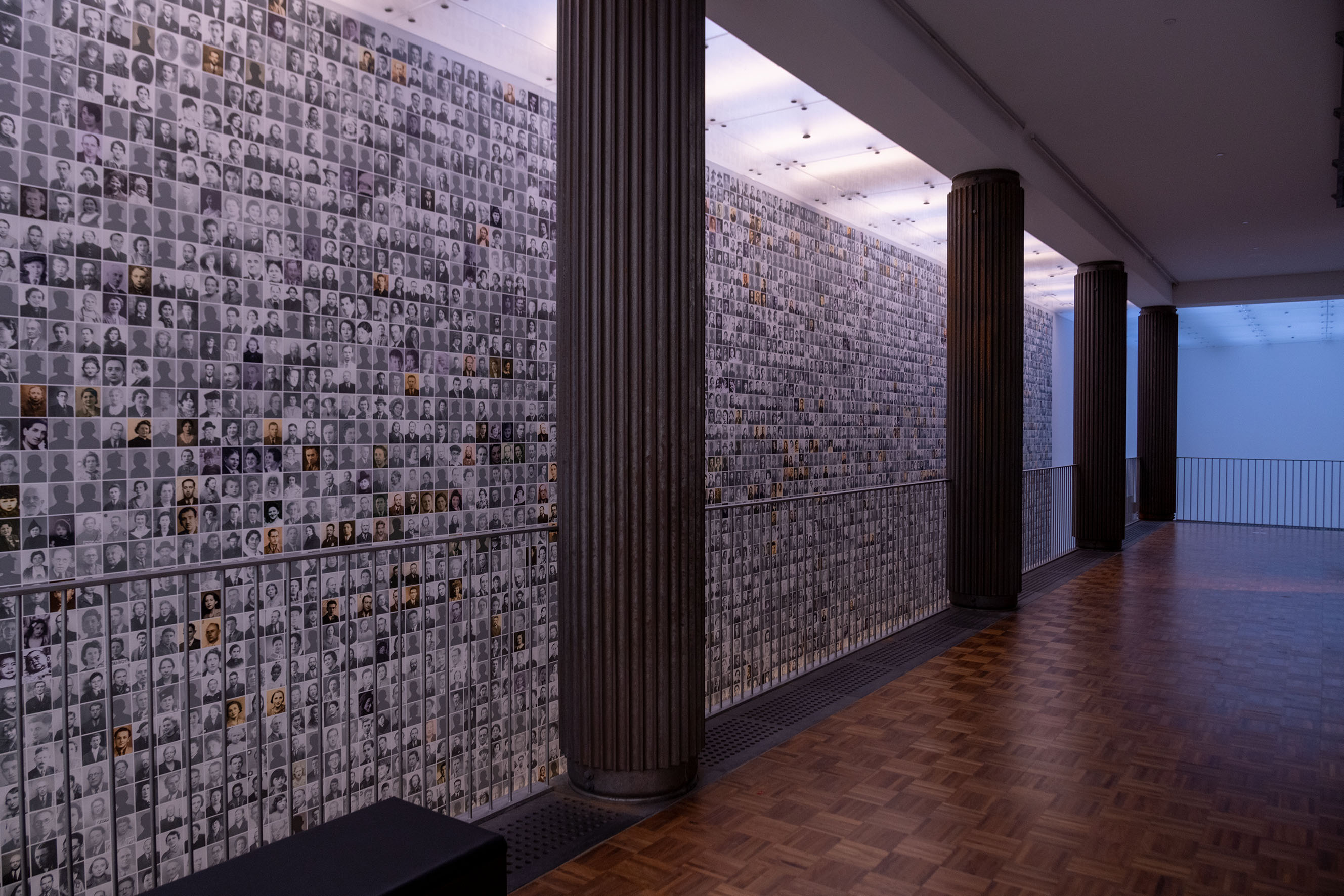
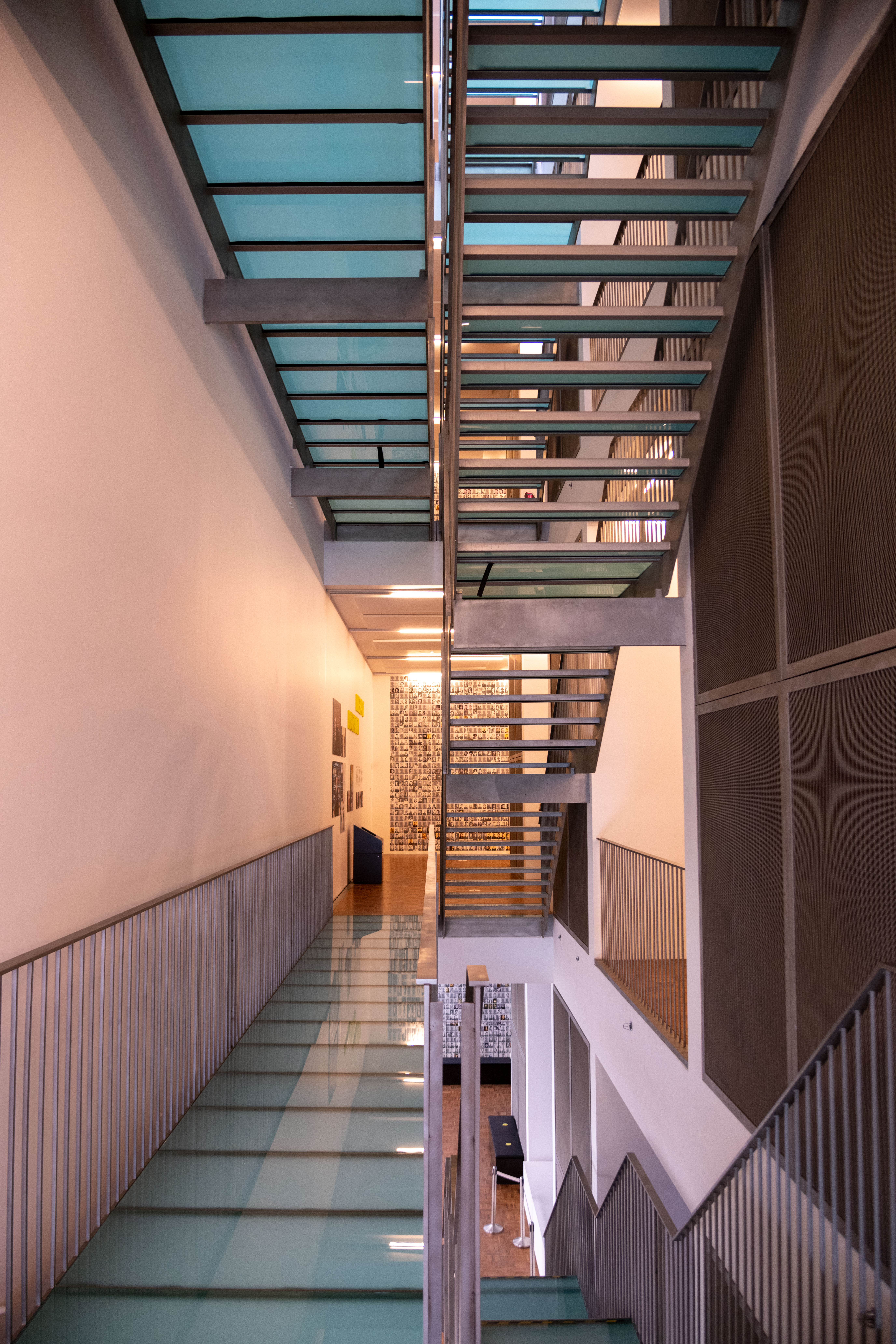
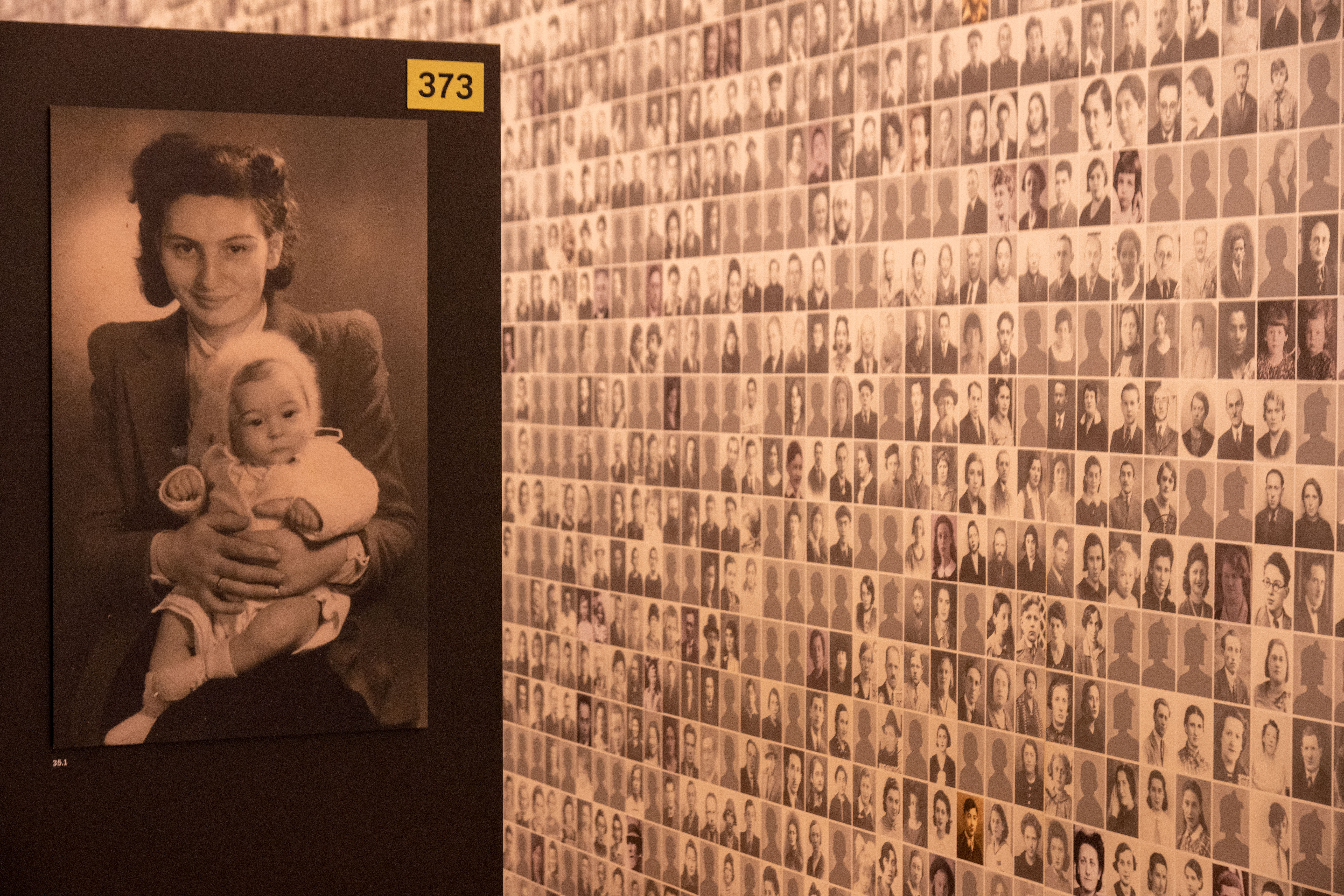

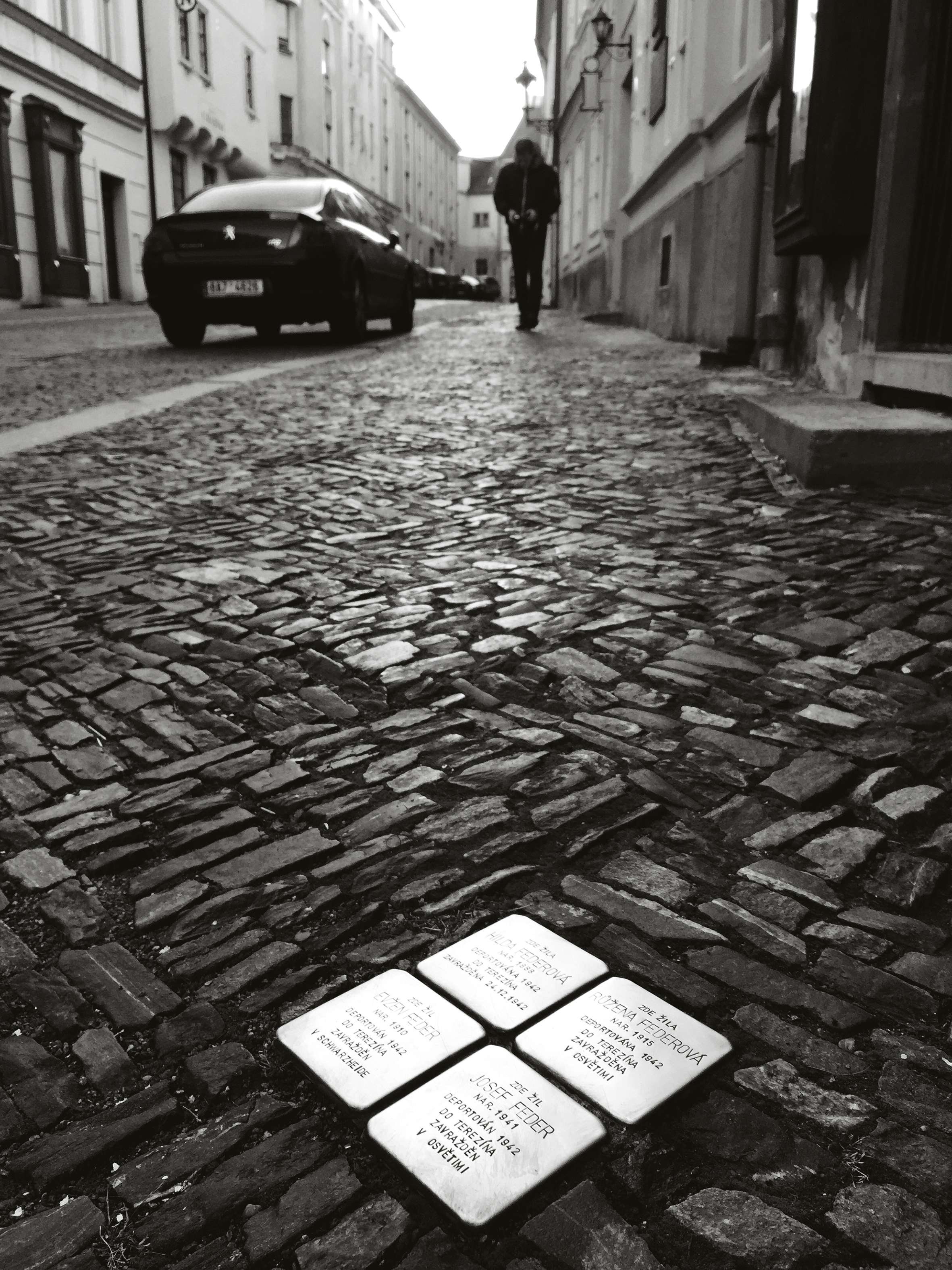
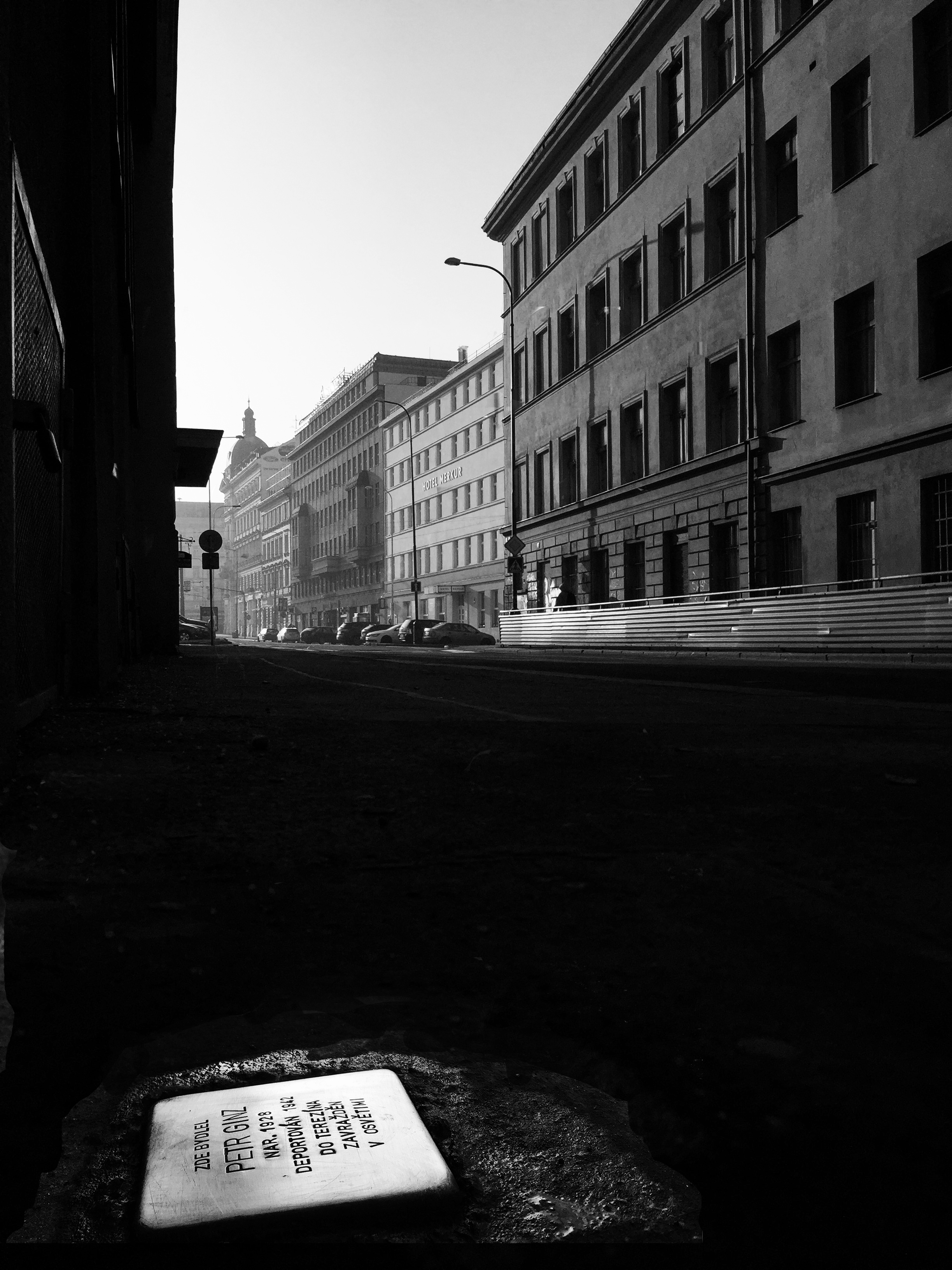
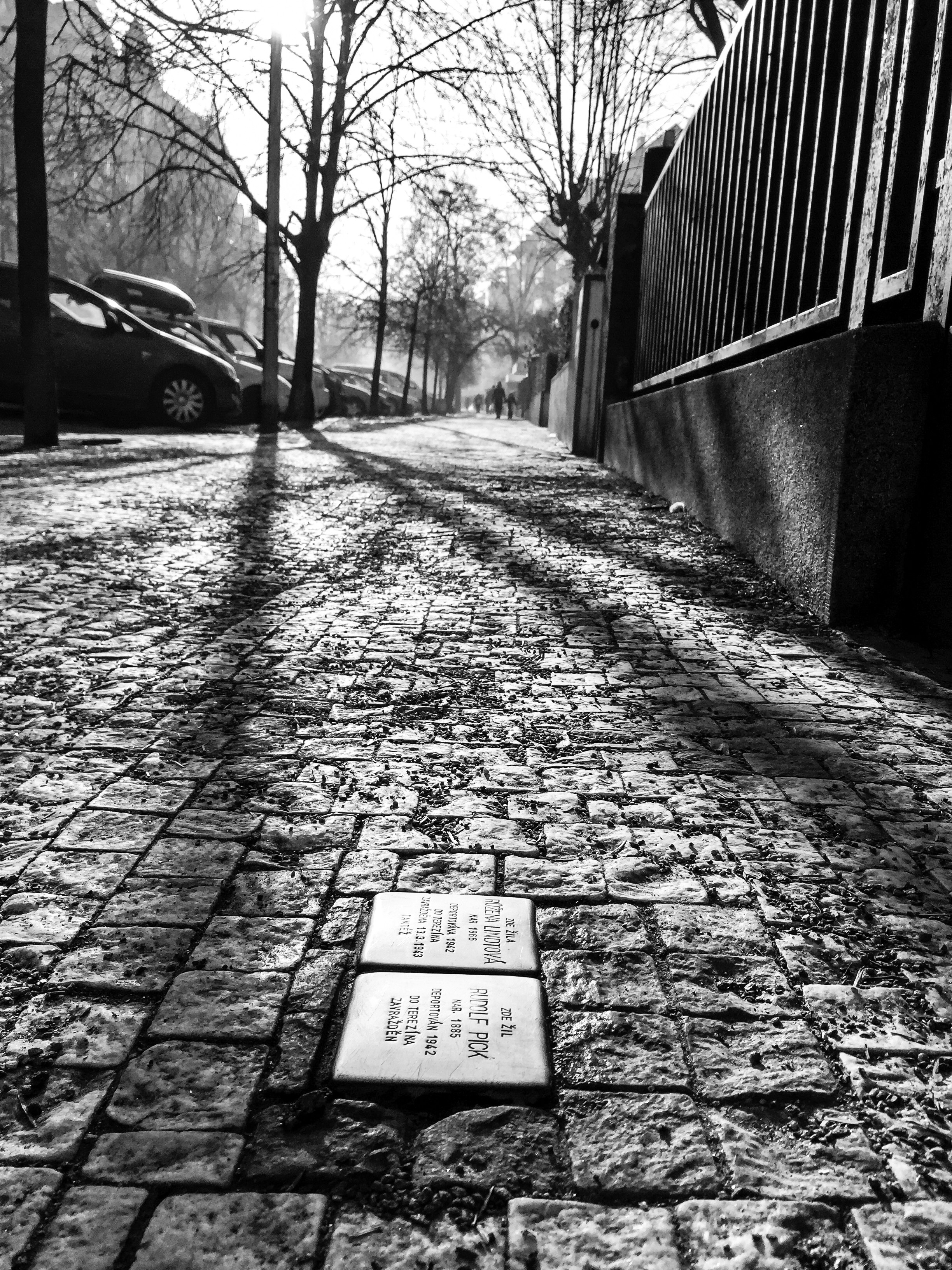

Památník bojovníků operace Anthropoid,

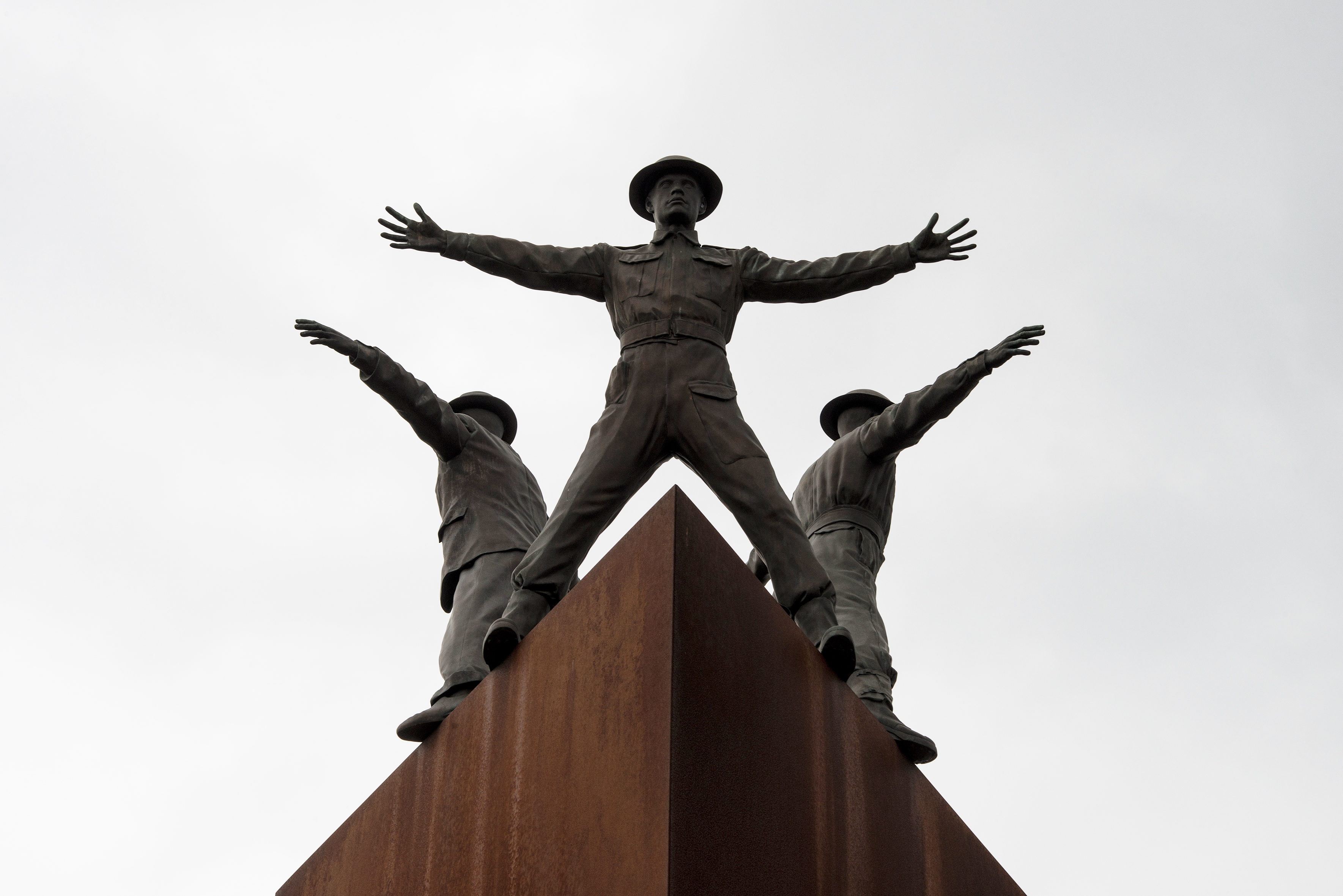
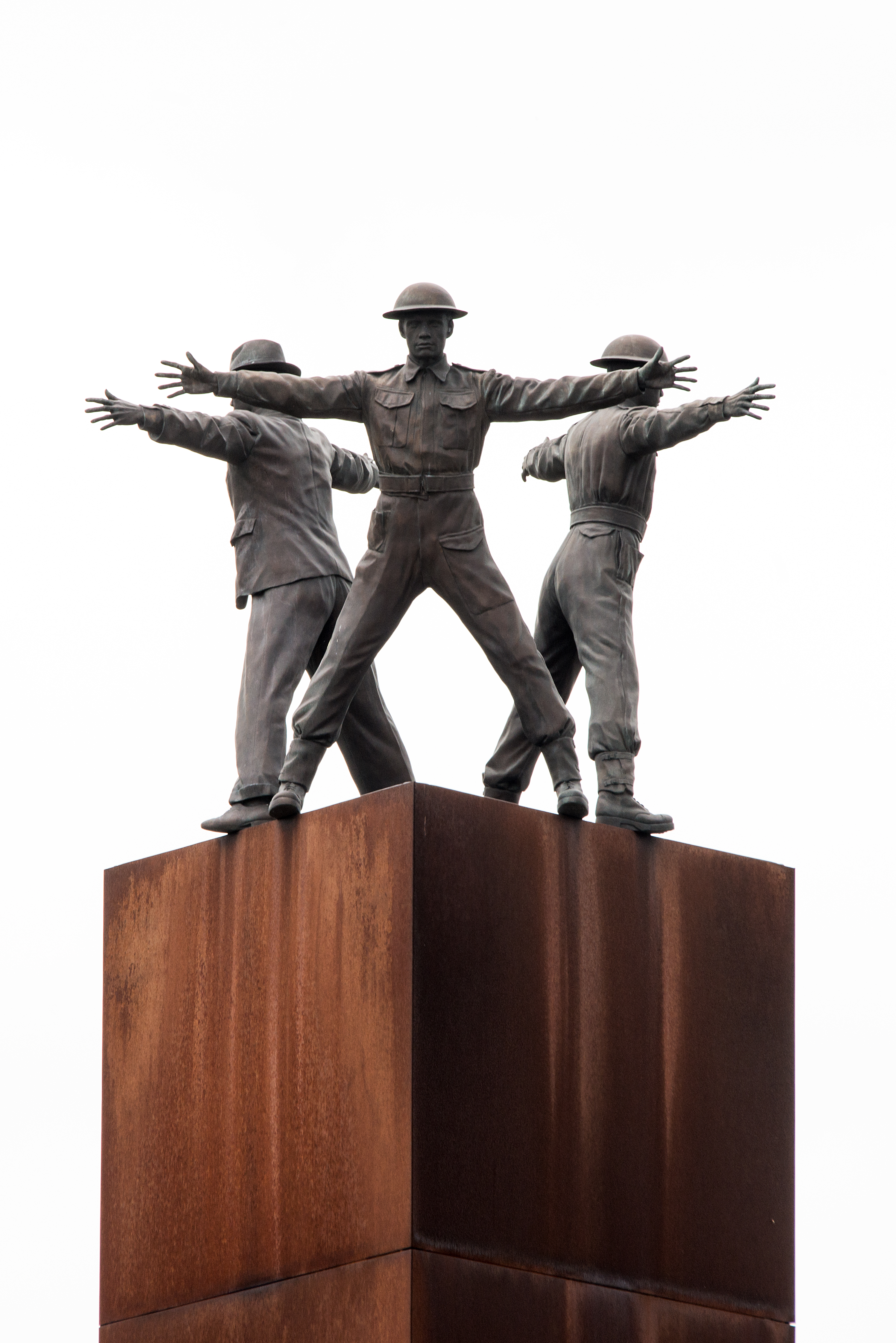
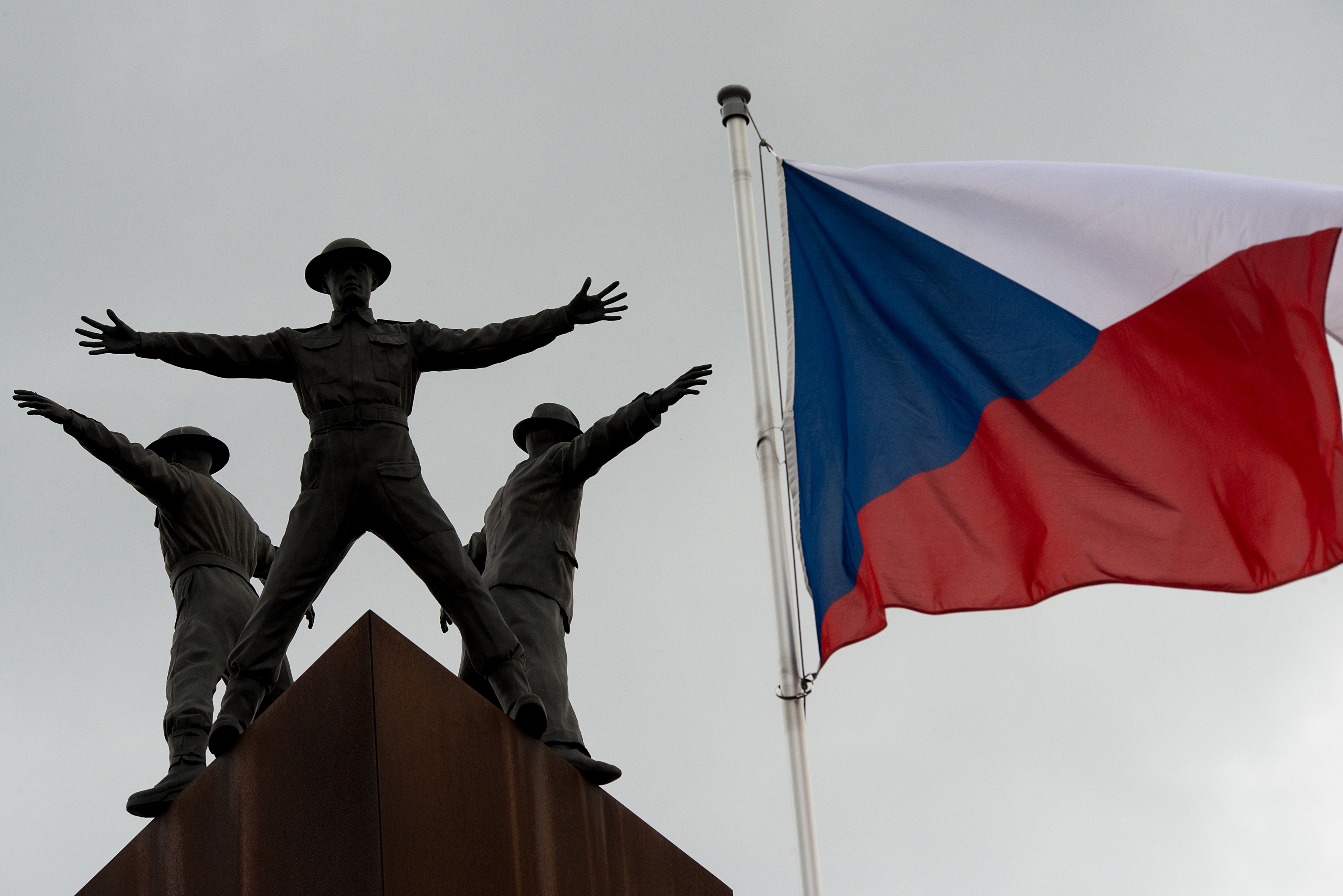

Praha:
Muzeum holocaustu
v Mechelenu:
Kameny zmizelých
v Kolíně (pro rodinu Federových)
a Praze (pro Petra Ginze v Novém Městě; pro Růženu Lindtovou a Rudolfa Picku v Bubenči):

## Fotografie v knihách
- Ute Bock: Die Geschichte einer Flüchtlingshelferin, 2010
- Christine Laudahn: Zwischen Postdramatik und Dramatik, Roland Schimmelpfennigs Raumentwürfe, 2012
- Elisabeth Jupiter: Die Angst vor Jakob, Psychotherapeutische Geschichten, 2012
- Frank Bajohr, Andrea Löw: Der Holocaust, Ergebnisse und neue Fragen der Forschung, 2015
- 금난새: 금난새의 오페라 여행: 오페라 여행을 위한 단 한 권의 완벽 가이드 (Geum Nan-sae's Opera Travels: Jediný úplný průvodce cestováním v opeře), 2016
- Walter Vietzen: Kellinghusen unter dem Hakenkreuz, zeitgeschichtliche Betrachtungen einer Kleinstadt in Mittelholstein, 2018
- Sergei Eremenko: Soliton Nature, 2019
- Giacinta Cavagna di Gualdana: Guida curiosa ai luoghi insoliti di Milano, 2019
- Nicholas Mirzoeff: An Introduction to Visual Culture, 2023